# Пинеалоциты
Пинеалоциты — это основные клетки, содержащиеся в шишковидной железе, расположенной за третьим желудочком и между двумя полушариями головного мозга. Основной функцией пинеалоцитов является секреция гормона мелатонина, важного в регуляции циркадных ритмов(сна). У людей супрахиазматическое ядро гипоталамуса передает пинеалоцитам сигнал темноты и, как следствие, контролирует дневной и ночной цикл. Было высказано предположение, что пинеалоциты происходят из фоторецепторных клеток. Исследования также показали снижение количества пинеалоцитов путем апоптоза с увеличением возраста организма. Существует два разных типа пинеалоцитов, тип I и тип II, которые были классифицированы на основе определенных свойств, включая форму, наличие или отсутствие складчатости ядерной оболочки и состав цитоплазмы.

## Типы пениалоцитов

### Пениалоциты первого типа
Пинеалоциты типа 1 также известны как светлые пинеалоциты, потому что они окрашиваются с низкой плотностью при просмотре под световым микроскопом и кажутся более светлыми для человеческого глаза. Эти клетки типа 1 были идентифицированы в ходе исследований как имеющие круглую или овальную форму, их диаметр от 7 до 11 микрометров. Пинеалоциты типа 1, как правило, более многочисленны как у детей, так и у взрослых, чем пинеалоциты второго типа. Они также считаются более активными клетками из-за наличия определенного клеточного содержимого, включая высокую концентрацию митохондрий. Другой особенностью пинеалоцитов типа 1, является увеличение количества лизосом и плотных гранул, присутствующих в клетках, по мере увеличения возраста организма, что, возможно, указывает на важность аутофагоцитоза в этих клетках. Исследования также показали, что пинеалоциты типа 1 содержат Нейромедиатор серотонин, который позже преобразуется в мелатонин, основной гормон, секретируемый шишковидной железой.

### Пениалоциты второго типа
Пинеалоциты типа 2 также известны как темные пинеалоциты, потому что они окрашиваются с высокой плотностью при просмотре под световым микроскопом и кажутся темнее для человеческого глаза. Как показали исследования и микроскопия, они представляют собой круглые, овальные или удлиненные клетки диаметром около 7-11,2 микрометров.(они в среднем больше чем пениалоциты первого типа) Ядро пинеалоцита типа 2 содержит множество складок, которые содержат большое количество грубого эндоплазматического ретикулума и рибосом. В этих клетках типа 2 шишковидной железы также было обнаружено обилие ресничек и центриолей. Уникальным для типа 2 является наличие вакуолей, содержащих 2 слоя мембраны. Поскольку клетки типа 1 содержат серотонин, клетки типа 2 содержат мелатонин и, как полагают, имеют схожие характеристики с эндокринными и нейрональными клетками.

## Синаптические ленты
Синаптические ленты — это органеллы, которые можно увидеть в пинеалоцитах с помощью электронной микроскопии . Синаптические ленты обнаружены в пинеалоцитах как у детей, так и у взрослых, но не обнаружены у эмбрионов. Исследования на крысах выявили больше информации об этих органеллах. Характерным белком синаптических лент является RIBEYE, что было обнаружено с помощью световой и электронной микроскопии. У низших позвоночных синаптические ленты служат фоторецепторным органом, но у высших позвоночных они выполняют секреторные функции внутри клетки. Наличие таких белков, как Munc13-1, указывает на то, что они важны для высвобождения нейромедиаторов. Ночью синаптические ленты крыс кажутся больше и слегка изогнутыми, но днем они кажутся меньше и похожими на палочки.

## Эволюция пениалоцитов
Распространенная теория эволюции пинеалоцитов заключается в том, что они произошли от фоторецепторных клеток . Предполагается, что у предков позвоночных пинеалоциты выполняли ту же функцию, что и фоторецепторные клетки, такие как клетки сетчатки; у многих позвоночных, не относящихся к млекопитающим, пинеальные клетки сетчатки по-прежнему активно фоторецепторны, хотя эти клетки не вносят вклад в зрительное изображение. Между двумя типами клеток существуют структурные, функциональные и генетические сходства. Структурно оба развиваются из промежуточного мозга, во время эмбрионального развития. Оба типа клеток имеют схожие черты, включая реснички, складчатые мембраны и полярность. Функциональные доказательства этой теории эволюции можно увидеть у позвоночных, не относящихся к млекопитающим. Сохранение светочувствительности пинеалоцитов у рыб, амфибий, рептилий и птиц, а также секреция мелатонина некоторыми из этих низших позвоночных предполагает, что пинеалоциты млекопитающих могли когда-то служить фоторецепторными клетками. 

## Синтез мелатонина

### Регуляция
Регуляция синтеза мелатонина важна для основной функции мелатонина в циркадных ритмах . Основным молекулярным механизмом контроля, который существует для секреции мелатонина у позвоночных, является фермент AANAT (арилалкиламин N-ацетилтрансфераза). Экспрессия AANAT контролируется фактором транскрипции(выделения) pCREB. AANAT активируется через систему протеинкиназы A, в которой участвует циклический АМФ (цАМФ). Активация AANAT приводит к увеличению выработки мелатонина. Хотя существуют некоторые различия, характерные для определенных видов позвоночных, влияние цАМФ на AANAT и AANAT на синтез мелатонина остается довольно постоянным. 
Синтез мелатонина также регулируется нервной системой. Нервные волокна в ретиногипоталамическом тракте соединяют сетчатку с супрахиазматическим ядром (SCN). SCN стимулирует высвобождение норадреналина из симпатических нериных волокон и из верхних шейных ганглиев, которые образуют синапсы с пинеалоцитами. Норадреналин вызывает выработку мелатонина в пинеалоцитах, стимулируя выработку цАМФ. Поскольку высвобождение норадреналина из нервных волокон происходит ночью, эта система регуляции поддерживает циркадные ритмы организма. 

### Синтез
Пинеалоциты синтезируют мелатонин, сначала преобразуя аминокислоту триптофан в серотонин. Затем серотонин ацетилируется ферментом AANAT и превращается в N-ацетилсеротонин . N-ацетилсеротонин превращается в мелатонин ферментом гидроксииндол O-метилтрансферазой (HIOMT), также известным как ацетилсеротонин O-метилтрансфераза (ASMT). Активность этих ферментов высока ночью и регулируется ранее обсуждавшимися механизмами, включающими норадреналин.